# Kattan mindre 5

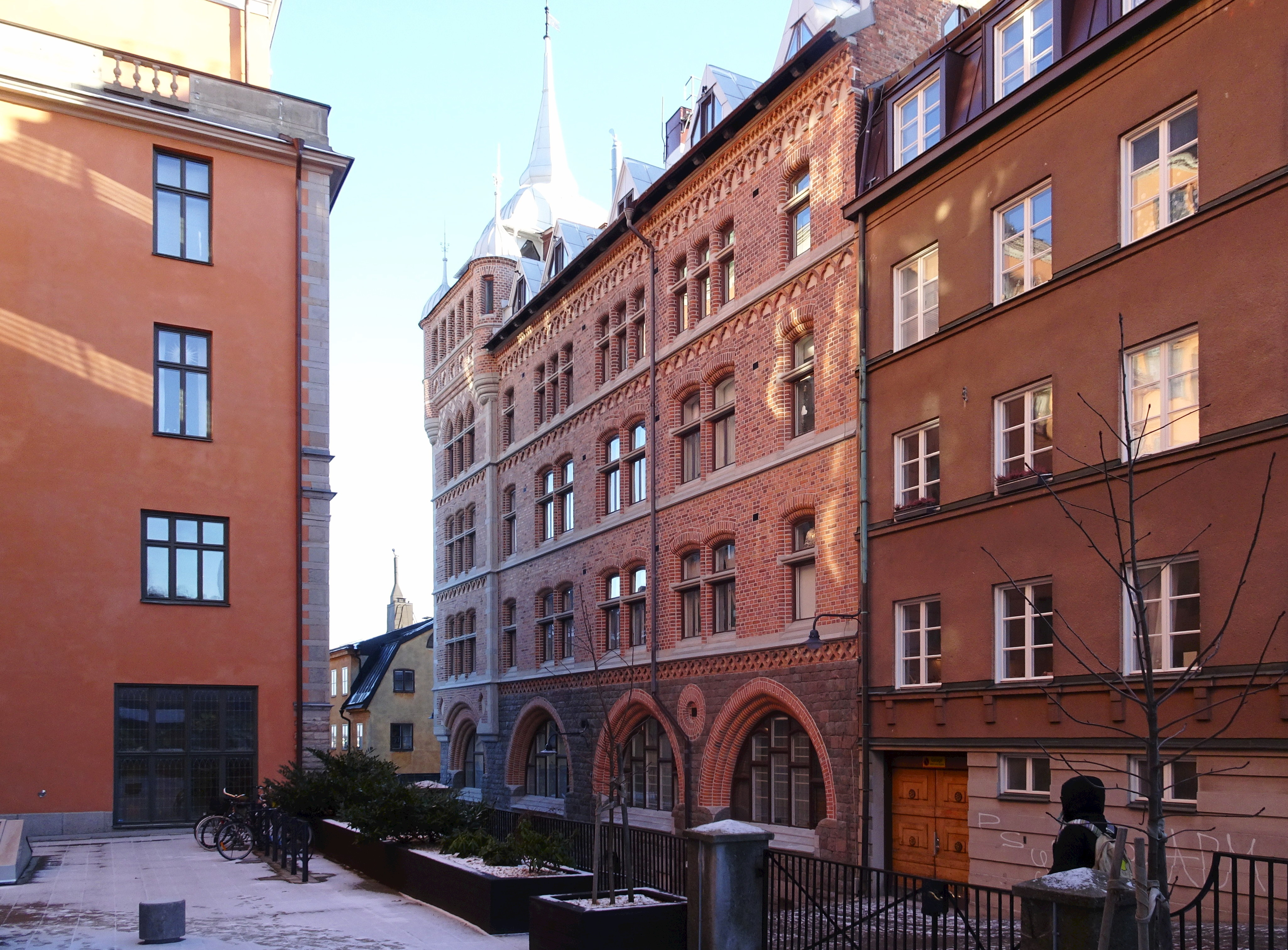
Kattan mindre sedd från Bastugatan, 2018.

Kattan mindre 5 är en bostadsfastighet på Mariaberget vid Bellmansgatan 8 på Södermalm i Stockholm. Huset uppfördes 1887–1890 efter ritningar av arkitekterna Gustaf Lindgren och Kasper Salin. Byggnaden är blåklassad av Stadsmuseet i Stockholm, vilket innebär att bebyggelsen har "synnerligen höga kulturhistoriska värden" motsvarande fordringarna för byggnadsminnen.

## Kvarteret
Kvarteret Kattan mindre hör till en grupp "kattkvartersnamn" som bildades redan i mitten av 1600-talet. På båda sidor om Bastugatan ligger idag, förutom Kattan mindre, även Kattan större, Kattungen, Kattfoten större, Kattfoten mindre, Katthuvudet och Kattrumpan. Här, vid Bellmansgatans början, uppfördes i slutet av 1800-talet flera påkostade fastigheter som idag betraktas av Stadsmuseet som "särskild värdefull" respektive "synnerligen värdefull" bebyggelse, exempelvis Mariahissen (1885), Laurinska huset (1891) och fastigheten Tofflan 4 (1888).

## Originalritningar

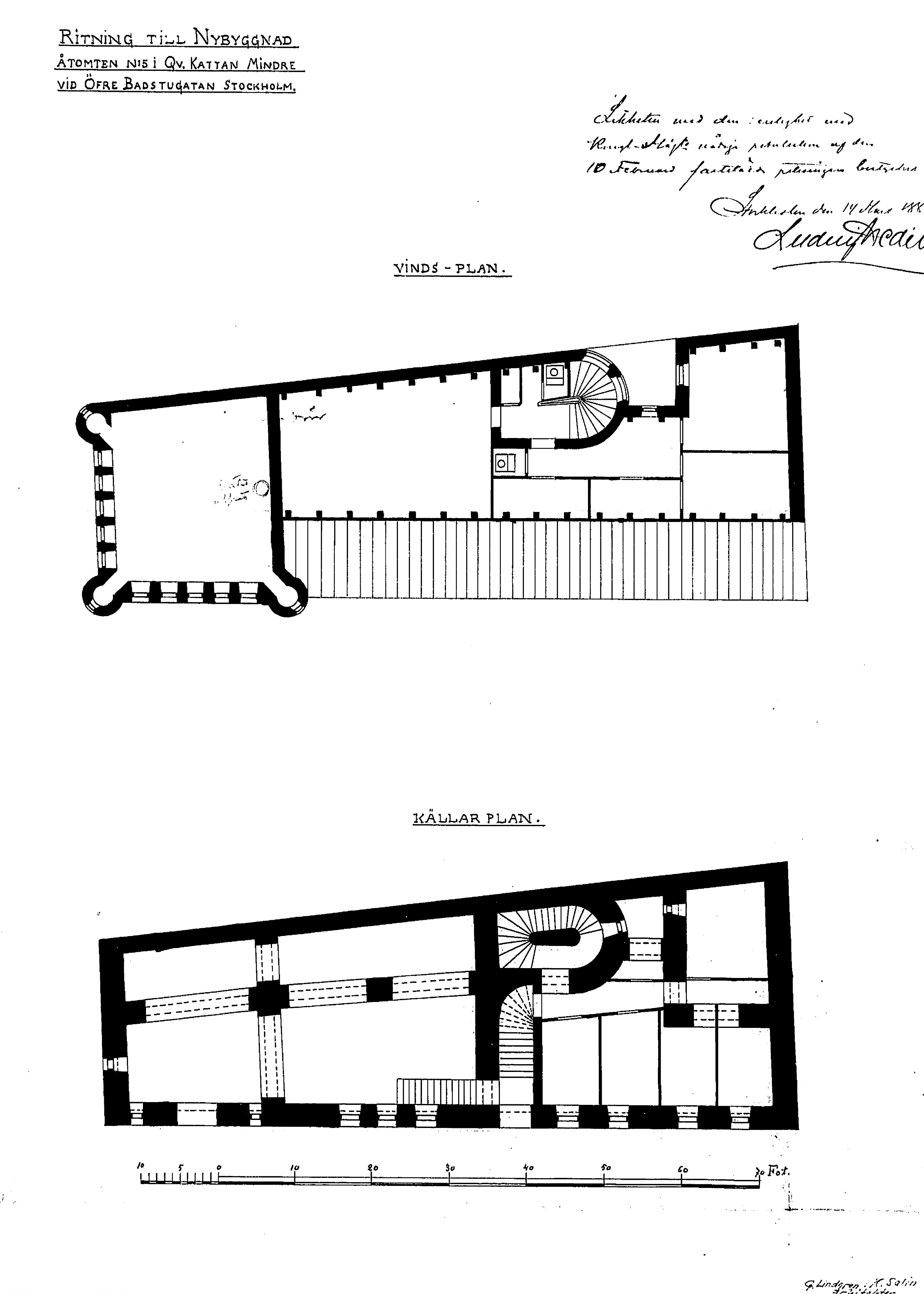
Källare och vind 1888
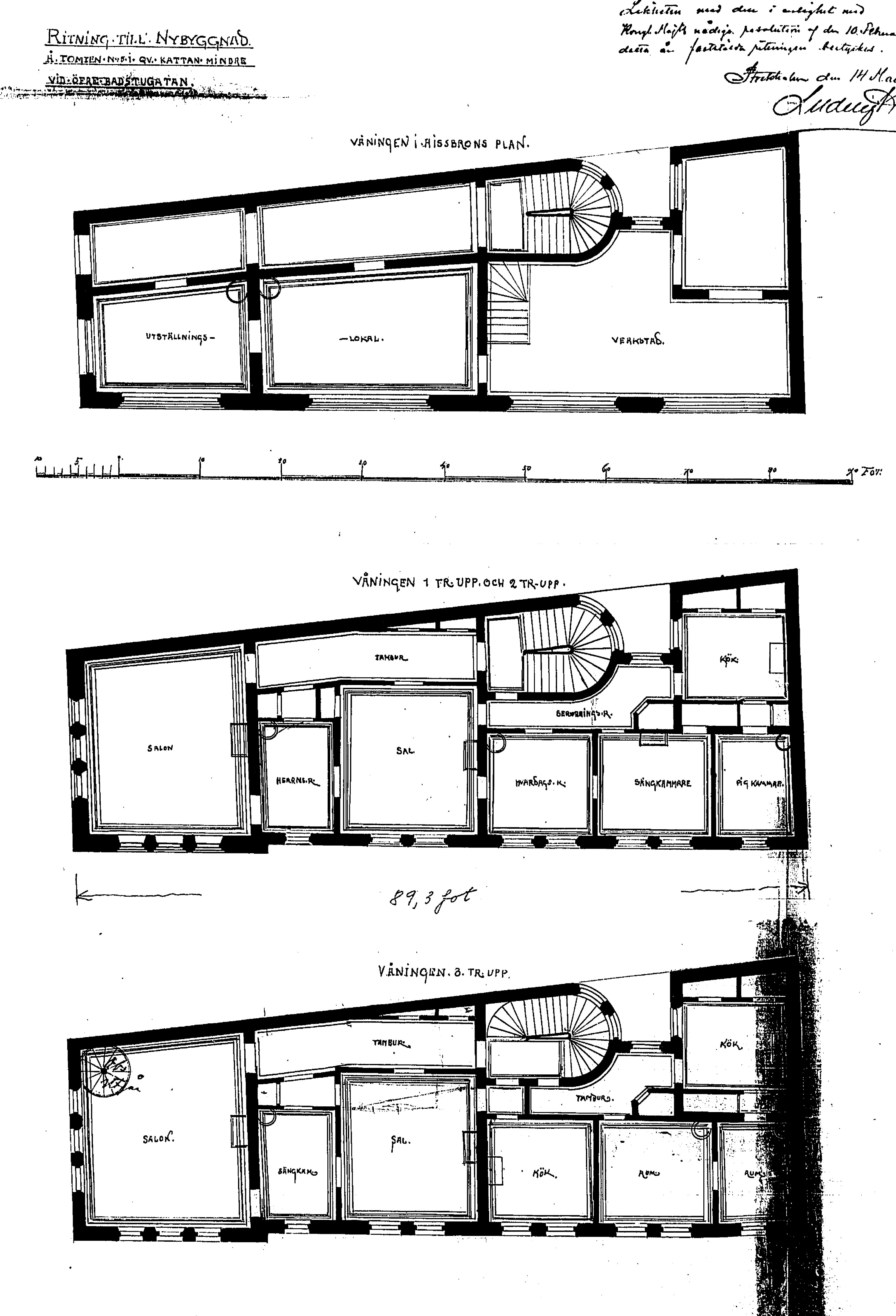
Bottenvåning och våning 1–3 trappor
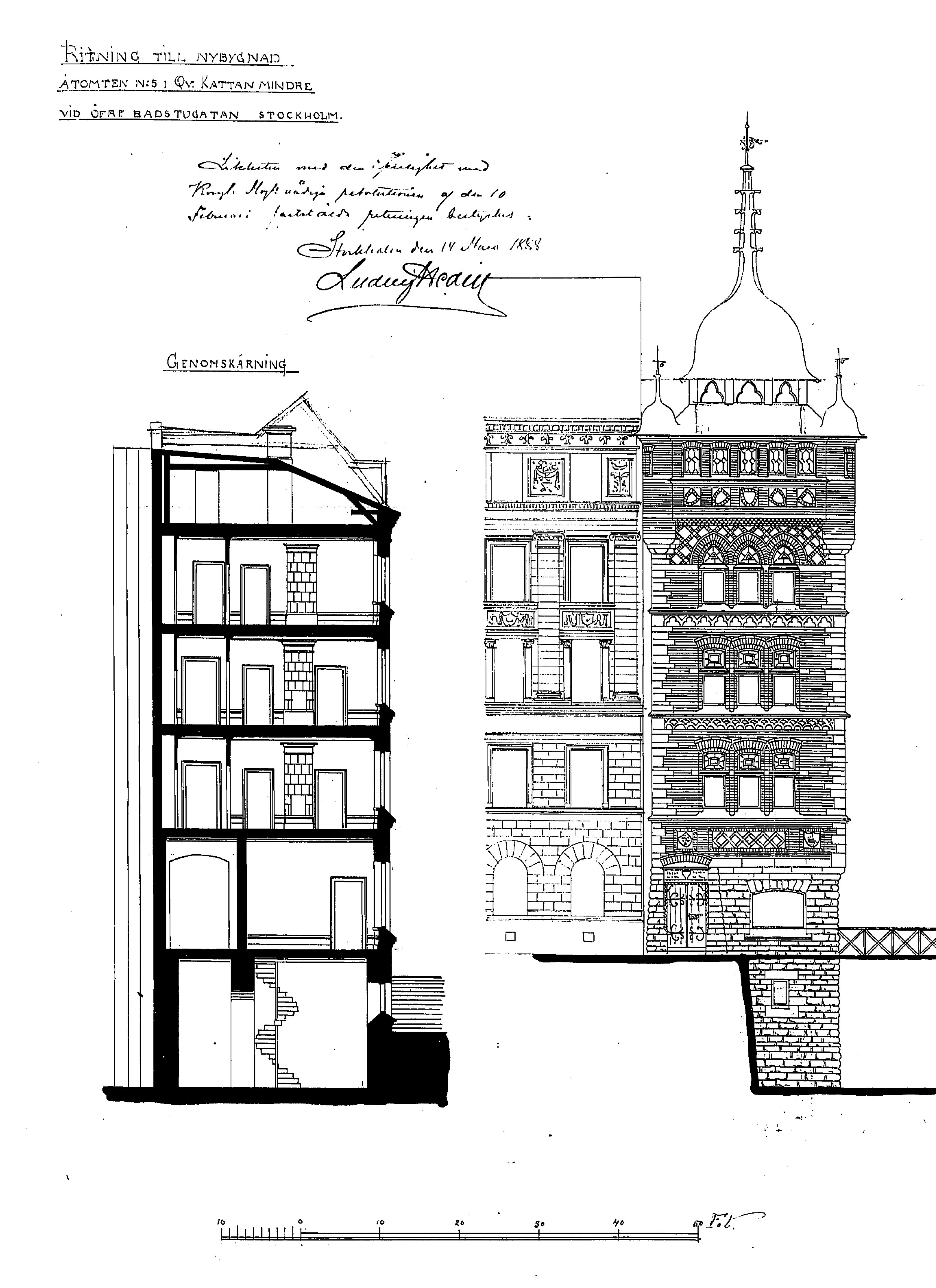
Sektion och fasad mot Bellmansgatan
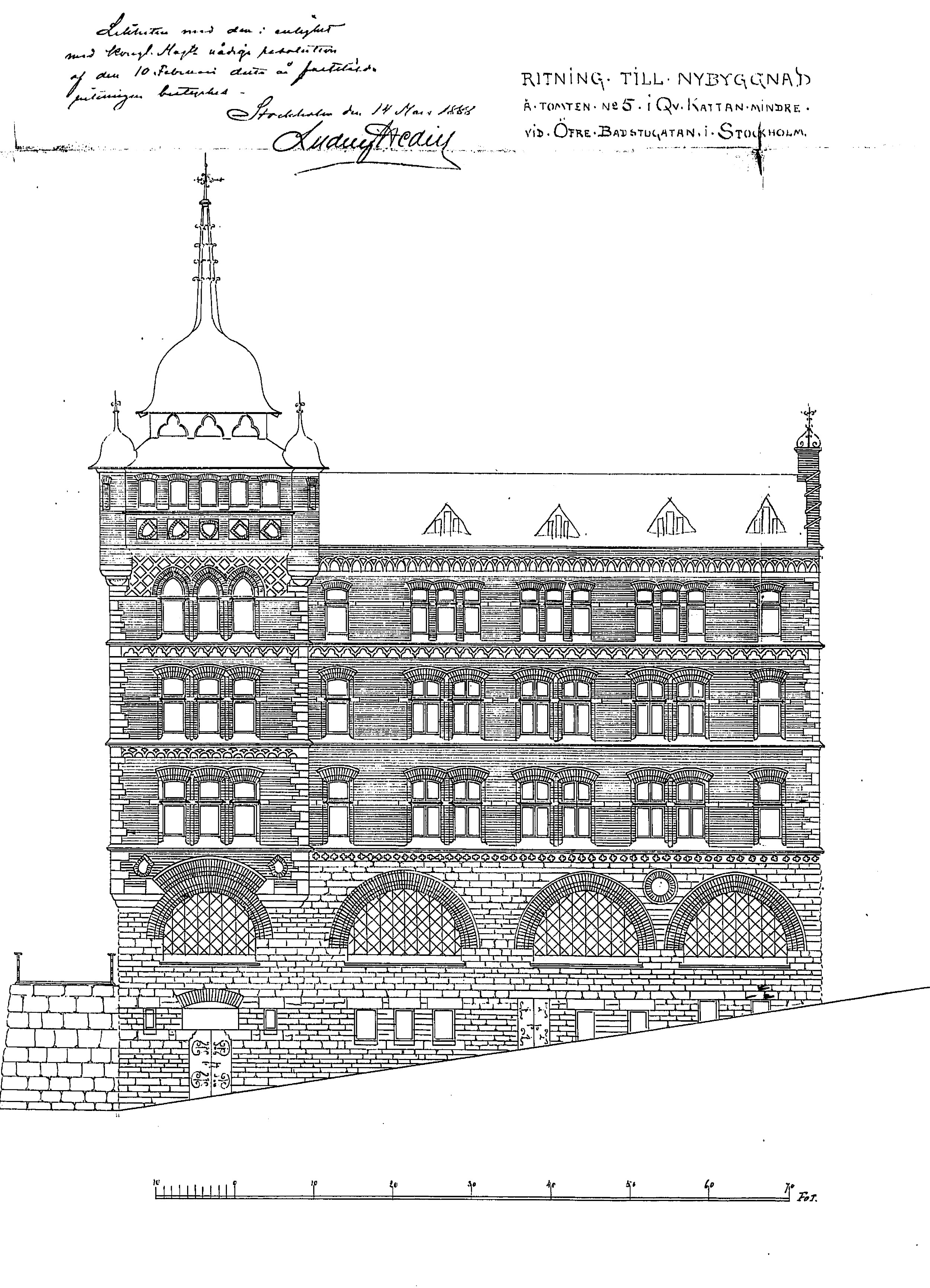
Fasad mot Bastugatan 1888
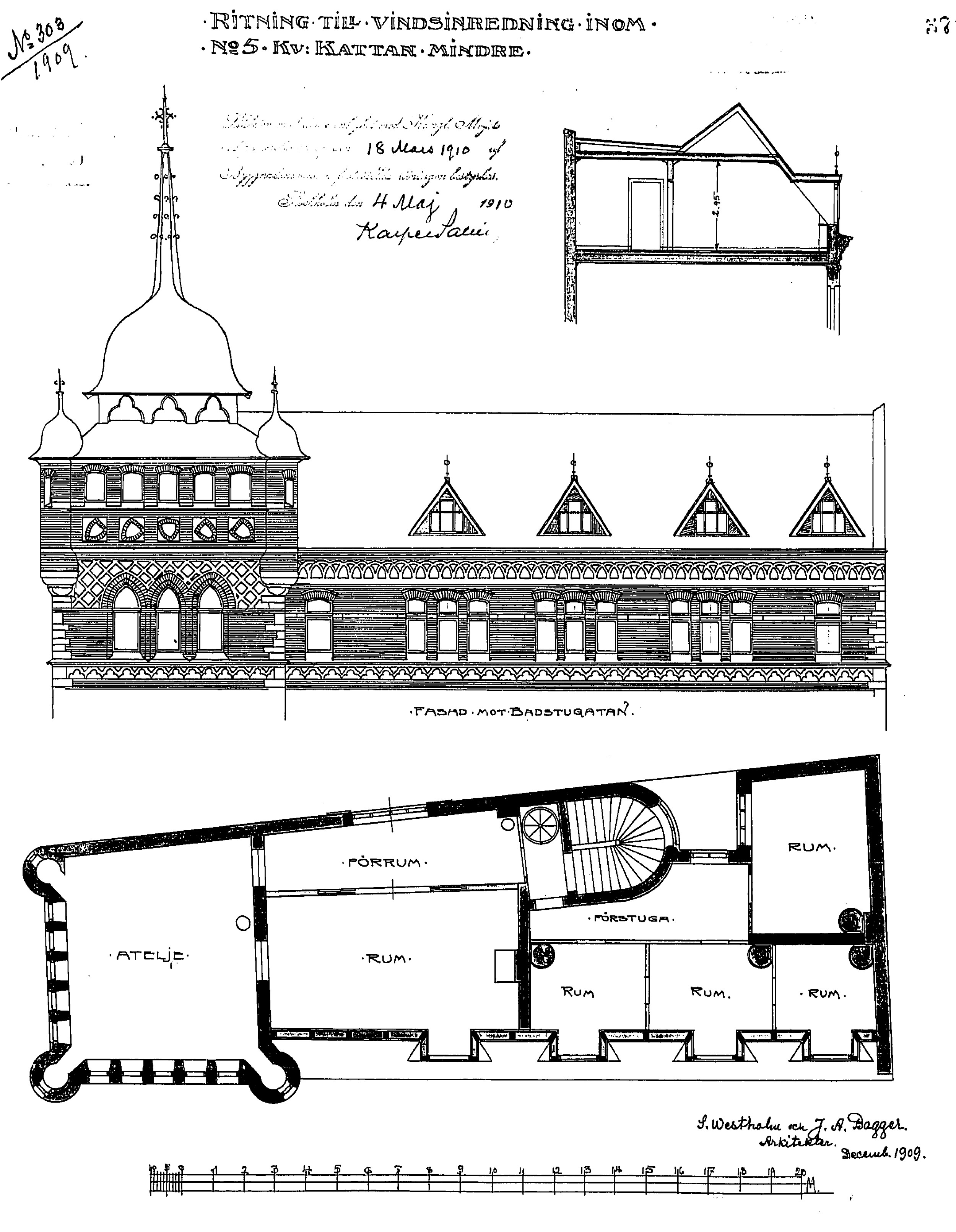
Ändringsritning för vinden 1910

## Byggnadsbeskrivning

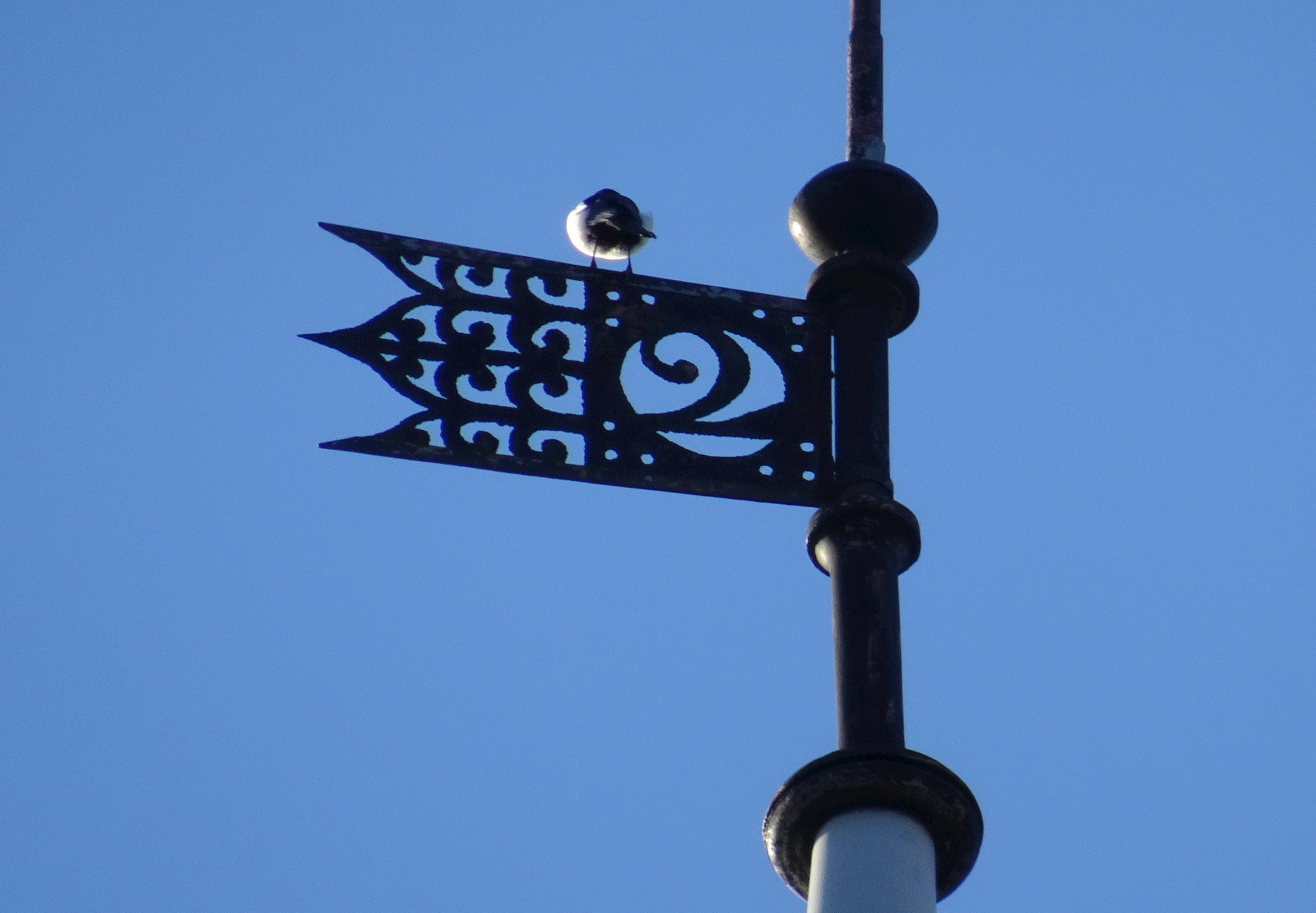
Vindflöjeln på tornet.

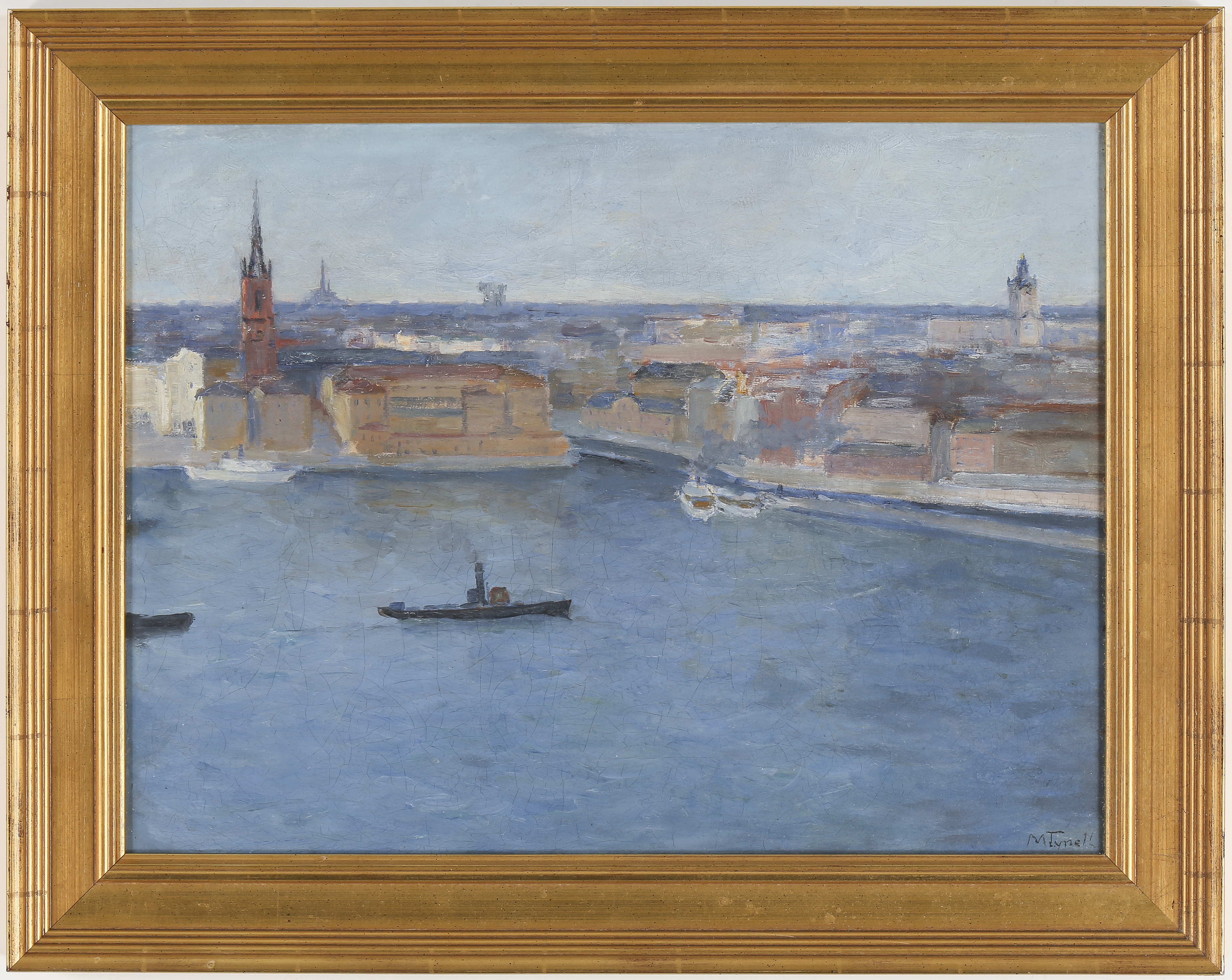
Riddarfjärden av Märtha Tynell, vy från hennes ateljé i tornrummet.

Byggnaden i Kattan mindre 5 uppfördes 1887–1890 på en smal, trapetsformad tomt i hörnet Bellmansgatan 8 / Bastugatan 11. Tomten mäter knappt 90 meter i ost-västlig riktning och är bara 24 meter bred mot gatan. Byggherre var Jacob Tengelin och arkitektuppdraget gick till Gustaf Lindgren och Kasper Salin som ritade en byggnad i långdriven historiserande stil. 
Huset fick fyra våningar och i hörnet ett torn med en femte våning. I bottenvåningen märks breda murade fönstervalv som sitter i en naturstensfasad som fortsätter ner i källarvåningens sockel mot Bastugatan. De övriga fasaderna är uppförda i formpressat rött tegel med talrika mönstermurningar, kartuscher, blinderingar, toureller och kraftfulla hörnkedjor. I entréhallen fortsätter samma stil med spetsbågiga blindfönster, kryssvalv och takmålningar. Hela det arkitektoniska konceptet leder tanken till en medeltida borganläggning och tidens intresse för den franske arkitekten Eugène Viollet-le-Duc. 
Entrén ligger vid Bellmansgatan 8, även kallad ”Hissbron”, varmed avsågs gångbron till Mariahissen. Över porten sitter en minnestavla av yxhultskalksten. Stenen är dock kraftig skadad och vittrad så att texten är knappt urskiljbar. I samband med en renovering år 2018 byttes minnestavlan mot en ny sådan. Inskriptionen lyder: "Detta hus byggde Jacob Tengelin an domini 1887 och voro arkitekter Kasp Salin och G Lindgren".
I bottenvåningen anordnades lokaler för verkstad och utställning. De tre våningsplanen innehöll var sin lägenhet om sex rum och kök med serveringsgång. Vindvåningen var till en början oinredd men byggdes 1910 om som bostad och ateljé för konstnären Märtha Tynell, då var fastighetsägaren arkeologen och antikvarien Otto Janse. På vinden inreddes fyra mindre och ett större rum samt själva ateljén som låg i tornrummet. På yttertaket tillkom fyra triangulära takkupor. Ritningen är signerad Sigurd Westholm och John Bagger medan Kasper Salin, som då var Stockholms stadsarkitekt, godkände den. Tynell bodde här fram till 1912 och skapade flera kända Stockholmsmotiv från sitt tornrum. En del källor anger att målaren Gottfrid Kallstenius skulle ha bott och verkat i huset innan han flyttade till Storängen 1906. Enligt Stockholms adresskalender finns dock igen Kallstenius på Bellmansgatan 8 varken före eller efter den tiden.
Gottfrid Kallstenius familj bekräftar att konstnären verkat i huset. Enligt författaren och Stockholmsskildraren Staffan Tjerneld byggdes tornrummet som ateljé åt Kallstenius.

## Nutida bilder

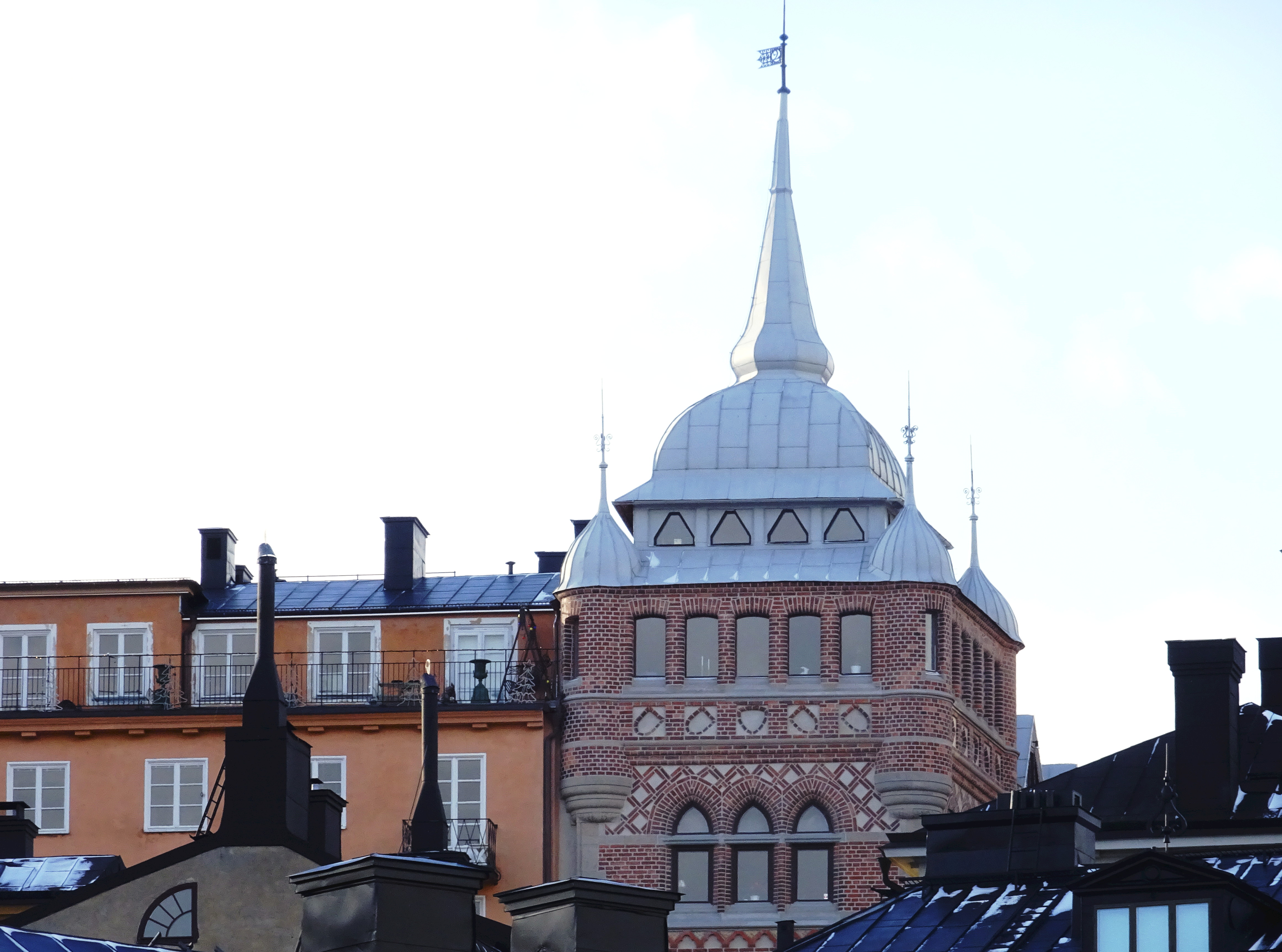
Tornet.
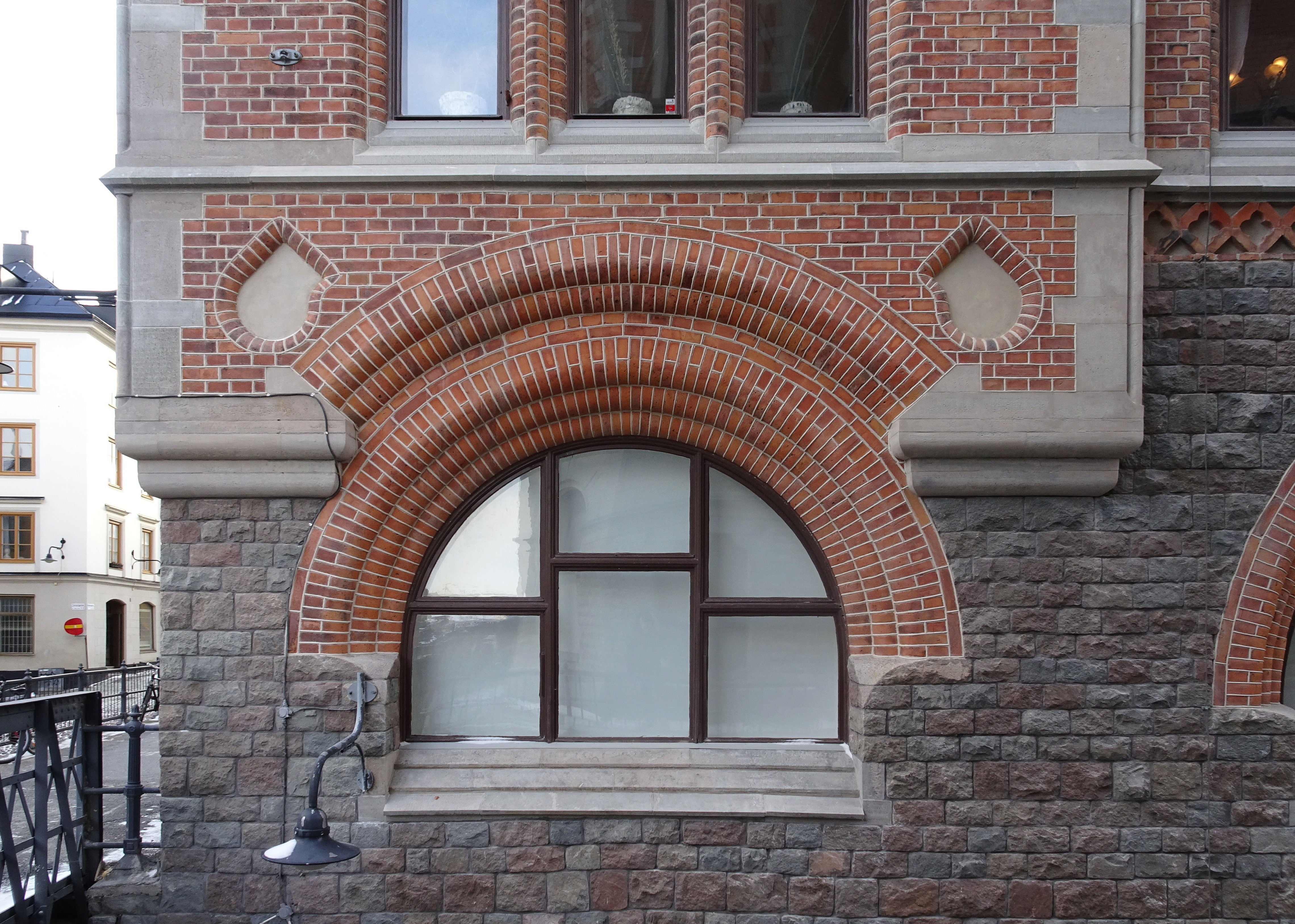
Fönstervalv mot Bastugatan.
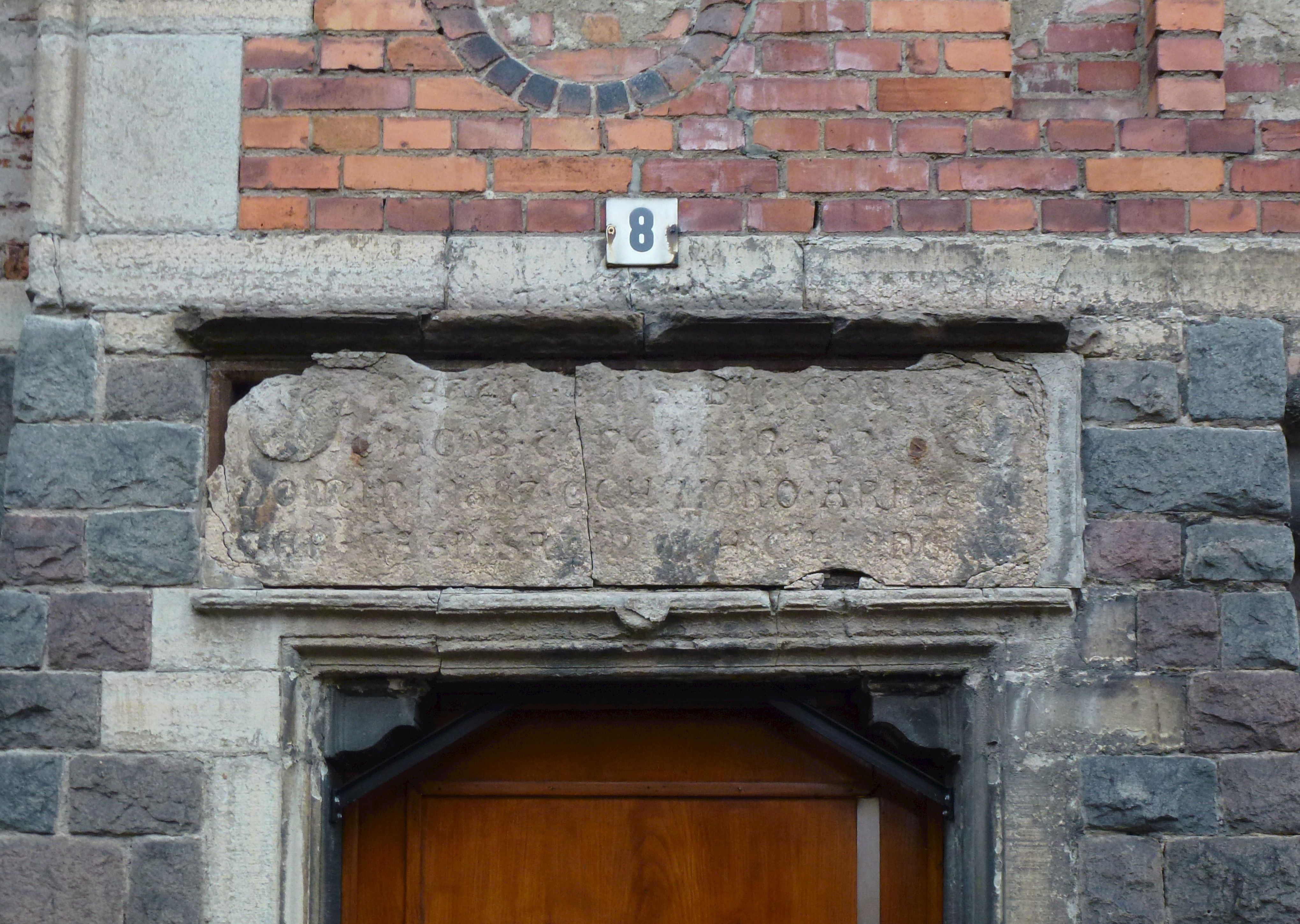
Vittrat inskription över entrén.
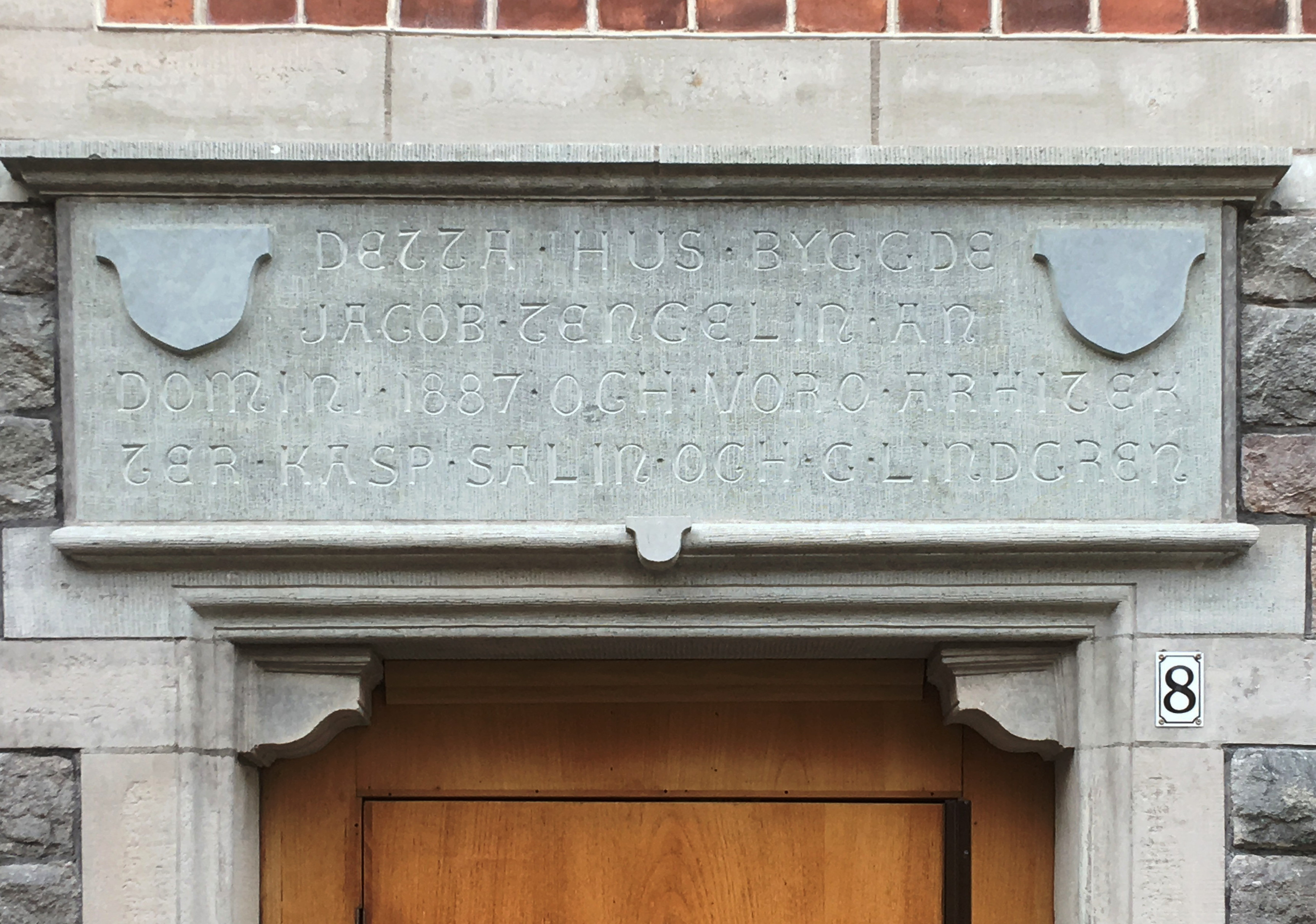
Ny minnestavla över entrén.
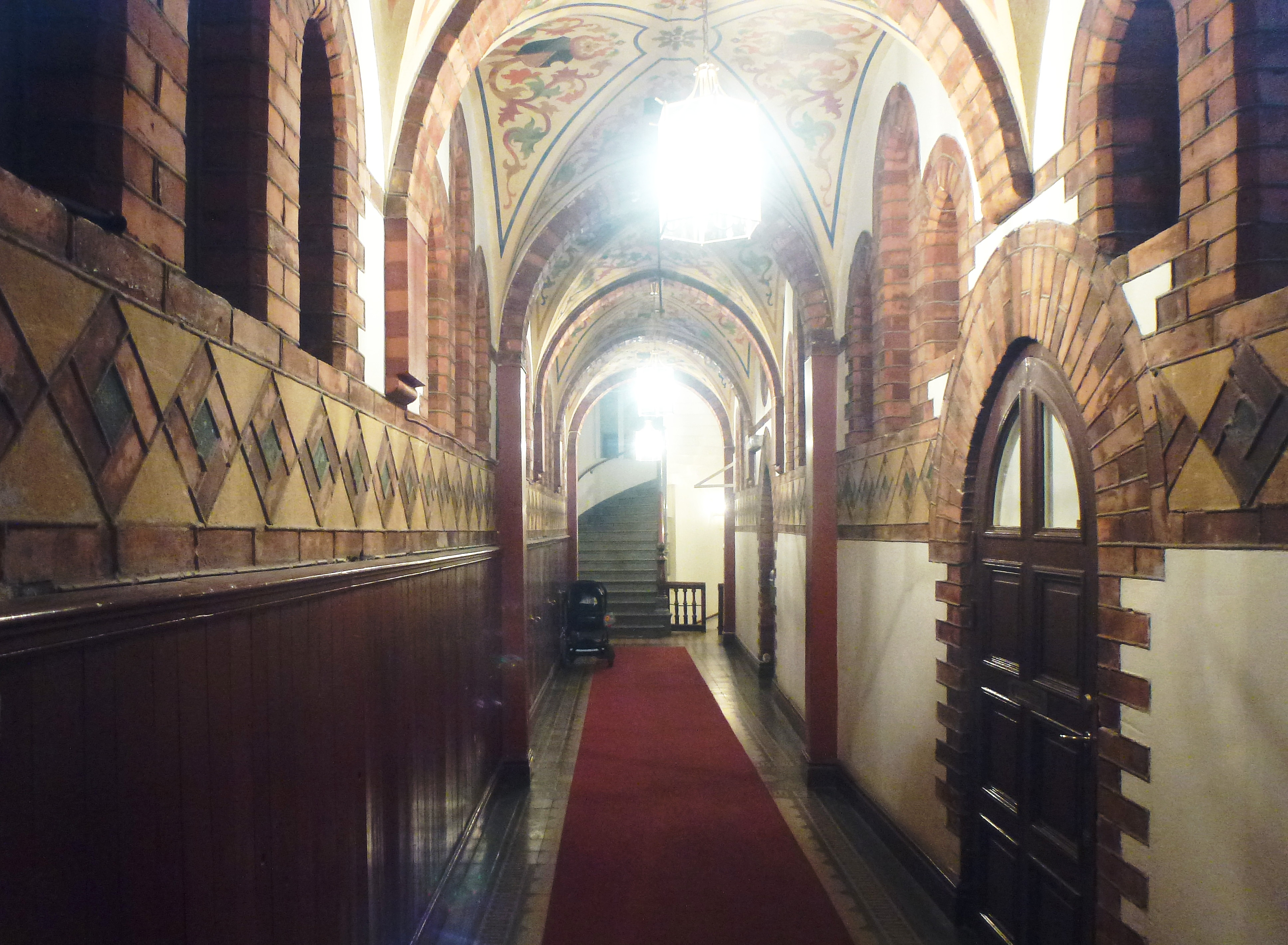
Entréhall med kryssvalv och takmålningar.